# Jean Carrive
Jean Carrive, né à Bordeaux en 1904 et mort en janvier 1963, est un écrivain, poète et traducteur français, membre du mouvement surréaliste.

## Biographie
Originaire d'une famille de protestante bordelaise, Jean Carrive fait la connaissance des surréalistes en 1923 et devient l'un des tout premiers membres du groupe. Proche d'André Breton, il figure dans la liste des 19 personnes citées dans le Manifeste du Surréalisme (1924) comme ayant « fait acte de surréalisme absolu ». Il participe au 12e et dernier numéro de La Révolution surréaliste en 1929 et quitte le groupe à la fin des années 1920. Breton lui règle son compte, parmi d'autres, dans le Second Manifeste du surréalisme en 1930.
Traducteur de Franz Kafka, il se passionne pour Rainer Maria Rilke, après avoir épousé Charlotte Behrendt à Breslau en 1938, une fille d’architecte allemande d’origine juive avec laquelle il mènera ses travaux de traduction.
Son ami Pierre Klossowski prononce son oraison funèbre le 21 janvier 1963.
La bibliothèque de Jean Carrive est passée en vente à Paris à l'Espace Tajan le 17 novembre 2016 ,.

## Pour approfondir